# 火星街道
火星街道，是中华人民共和国湖南省长沙市芙蓉区下辖的一个乡镇级行政单位。

## 行政区划
火星街道下辖以下地区：
凌霄社区、紫薇社区、月桂社区和龙柏社区。